# Mỹ Bằng
Mỹ Bằng là một xã thuộc huyện Yên Sơn, tỉnh Tuyên Quang, Việt Nam.
Xã có diện tích 32,14 km², dân số năm 1999 là 10.642 người, mật độ dân số đạt 331 người/km².